# Teixidor d'ulleres
El teixidor d'ulleres (Ploceus ocularis) és un ocell de la família dels ploceids (Ploceidae).

## Hàbitat i distribució
Habita matolls de ribera i arbres a Nigèria, Camerun, el Gabon, República del Congo, nord i est de la República Democràtica del Congo, República Centreafricana, Sudan del Sud, sud d'Etiòpia, Uganda, Ruanda, Burundi, oest, centre, sud de Kenya i Tanzània cap al sud, sud d'Angola, nord de Namíbia, nord de Botswana, nord-est de Zimbabwe, Zàmbia, Malawi, Moçambic i est de Sud-àfrica